# Spargelwickler
Der Spargelwickler (Phtheochroa pulvillana) ist ein Schmetterling aus der Familie der Wickler (Tortricidae). Die Art wurde von Gottlieb August Herrich-Schäffer im Jahr 1851 als  Tortrix pulvillana erstbeschrieben.

## Merkmale
Phtheochroa pulvillana besitzt eine Flügelspannweite zwischen 16 und 21 Millimetern. Die Schmetterlinge besitzen eine cremefarbene Grundfärbung. Der Kopf ist mit blauschwarzen Schuppen bedeckt. Weiterhin verläuft eine breite braune bis blauschwarze Binde über die Diskalregion der Vorderflügel. Der Außenrand der Vorderflügel ist blauschwarz gesäumt.
Die Raupen sind blassgelb gefärbt. Der Kopf ist bräunlich gefärbt. Der Raupenkörper ist in etwa 12 Segmente gegliedert.

## Verbreitung
Phtheochroa pulvillana besitzt eine westpaläarktische Verbreitung. Das Vorkommen erstreckt sich von Deutschland aus nach Südosten und Osten. Nachweise der Art gibt es aus Österreich, aus Griechenland, aus der Ukraine, aus Südrussland und aus Zentralasien (im iranischen Golestan-Nationalpark).

## Lebensweise
Phtheochroa pulvillana bevorzugt trockenwarme Lebensräume mit Sandböden. Die Art bildet eine Generation im Jahr. Die meist dämmerungsaktiven Falter beobachtet man von Mai bis Juli. Die Raupen bohren sich in die Stängel wildwachsender Gemüsespargel (Asparagus officinalis), wo sie sich in Gruppen von bis zu 20 Individuen entwickeln. Die Raupen überwintern und verpuppen sich im Frühjahr in den Stängeln.